# Планетарна модель атома

Схематичне зображення будови атома в планетарній моделі

Планетарна модель атома або модель Резерфорда — історична модель будови атома, яку запропонував Ернест Резерфорд внаслідок експерименту з розсіяння альфа-частинок. За цією моделлю атом складається із невеликого додатньо зарядженого ядра, в якому зосереджена майже вся маса атома, навколо якого рухаються електрони, подібно до того, як планети рухаються навколо Сонця. Планетарна модель атома відповідає сучасним уявленням про будову атома з врахуванням того, що рух електронів має квантовий характер і не описується законами класичної механіки.
Історично планетарна модель Резерфорда прийшла на заміну «моделі сливового пудинга» Джозефа Джона Томсона, яка постулювала, що від'ємно заряджені електрони поміщені усередину додатньо зарядженого атома.
Нову модель будови атома Резерфорд запропонував 1911 року, як висновок із експерименту з розсіяння альфа-частинок на золотій фользі, проведеного під його керівництвом. При цьому розсіянні несподівано велика кількість альфа-частинок розсіювалася на великі кути, що свідчило про те, що центр розсіяння має невеликі розміри й в ньому зосереджений значний електричний заряд. Розрахунки Резерфорда показали, що розсіювальний центр, заряджений додатньо або від'ємно, повинен бути принаймні у 3000 разів менший від розміру атома, який на той час уже був відомий і оцінювався як, приблизно, 10−10 м. Оскільки на той час електрони вже були відомі, а їхня маса й заряд визначені, то розсіювальний центр, який пізніше назвали ядром, повинен був мати протилежний до електронів заряд. Резерфорд не пов'язав величину заряду з атомним номером. Цей висновок був зроблений пізніше. А сам Резерфорд припустив, що заряд пропорційний атомній масі.
Недоліком планетарної моделі була її несумісність із законами класичної фізики. Якщо електрони рухаються навколо ядра як планети навколо Сонця, то їхній рух прискорений, і, отже, за законами класичної електродинаміки вони повинні були б випромінювати електромагнітні хвилі, втрачати енергію й падати на ядро. Наступним кроком у розвитку планетарної моделі стала модель Бора, що постулювала інші, відмінні від класичних, закони руху електронів. Повністю протиріччя з електродинамікою змогла розв'язати квантова механіка.